# 35233 Krčín
35233 Krčín è un asteroide della fascia principale. Scoperto nel 1995, presenta un'orbita caratterizzata da un semiasse maggiore pari a 2,5205466 UA e da un'eccentricità di 0,1992562, inclinata di 1,98435° rispetto all'eclittica.